# Monceaux
Monceaux település Franciaországban, Oise megyében. Lakosainak száma 948 fő (2022. január 1.). Monceaux Sacy-le-Grand, Les Ageux, Brenouille, Cinqueux és Pont-Sainte-Maxence községekkel határos.

## Népesség
A település népességének változása:
| Lakosok száma | 771  | 801  | 831  | 825  | 838  | 830  | 869  | 909  | 948  |
|               | 2013 | 2015 | 2016 | 2017 | 2018 | 2019 | 2020 | 2021 | 2022 |